# María Esteve Flores
María Esteve Flores (Mar del Plata, Argentina, 30 de desembre de 1974) és una actriu espanyola.

## Biografia
Filla major de l'actriu i cantant Marisol (Pepa Flores) i del ballarí Antonio Gades, té dues germanes: Celia Flores, que és cantant, i Tamara Gades. Ha fet diversos treballs en cinema, televisió i publicitat, entre ells la pel·lícula El otro lado de la cama, d'Emilio Martínez-Lázaro i la sèrie de televisió Doctor Mateo, on interpreta a Elena, la fornera del poble en el qual transcorre la sèrie. També ha participat com a artista convidada en el programa d'humor i comèdia Me resbala. També té un canal de youtube on dona consells de bellesa i pentinats.

## Filmografia

### Cinema
| Any  | Títol                             | Paper      | Gènere                    | Director                          |
| ---- | --------------------------------- | ---------- | ------------------------- | --------------------------------- |
| 2015 | Solo química                      | Berta      | Romanç                    | Alfonso Albacete                  |
| 2007 | Mallorca's Song "Four Last Songs" | Sweetie    | Comèdia, Drama, Musical   | Francesca Joseph                  |
| 2006 | Ratónpolis                        | Rita (veu) | Animació, Comèdia         | David Bowers                      |
| 2005 | Los 2 lados de la cama            | Pilar      | Comèdia, Romanç, Musical  | Emilio Martínez-Lázaro            |
| 2004 | Inconscientes                     |            | Comèdia, Romanç, Misteri  | Álvaro Fernández Armero           |
| 2004 | El juego de la verdad             | Lea        | Comèdia, Romanç           | Álvaro Fernández Armero           |
| 2003 | Días de fútbol                    | Carla      | Comèdia                   | David Serrano                     |
| 2002 | El otro lado de la cama           | Pilar      | Comèdia, Drama, Musical   | Emilio Martínez-Lázaro            |
| 2001 | Hombres felices                   | Amiga      | Comedia, Romanç           | Roberto Santiago                  |
| 1999 | Sobreviviré                       | Monitora   | Comèdia, Romanç, Drama    | Alfonso Albacete                  |
| 1999 | Cuarteto de la Habana             | Vicky      | Comèdia                   | Fernando Colomo                   |
| 1999 | El arte de morir                  | Clara      | Horror, Thriller, Misteri | Álvaro Fernández Armero           |
| 1998 | Atómica                           | Carla      | Comèdia, Romanç           | Alfonso Albacete                  |
| 1998 | Mensaka                           | Natalia    | Drama                     | Salvador García Ruiz              |
| 1997 | Nada en la nevera                 | Carlota    | Comèdia                   | Álvaro Fernández Armero           |
| 1996 | Más que amor, frenesí             |            | Comèdia, Drama, Thriller  | Bardem, Menkes i Alfonso Albacete |

### Curtmetratges
| Any  | Títol                               | Paper   | Gènere | Director     |
| ---- | ----------------------------------- | ------- | ------ | ------------ |
| 2002 | Las rubias los prefieren caballeros | Marilyn |        | Álex Sampayo |

### Televisió

#### Sèries
| Any         | Títol                 | Paper       | Cadena    |
| ----------- | --------------------- | ----------- | --------- |
| 2018        | Sabuesos              | Marta Checa | TVE       |
| 2009 - 2011 | Doctor Mateo          | Elena       | Antena 3  |
| 2005        | Maneras de sobrevivir | Estela      | Telecinco |
| 2005        | 7 vidas               | Inés        | Telecinco |
| 1997        | Kety no para          | Araceli     | TVE       |

#### Programes
| Any  | Títol                | Paper           | Cadena   |
| ---- | -------------------- | --------------- | -------- |
| 2014 | Me resbala           | Artista Invitat | Antena 3 |
| 2013 | Por arte de magia    | Concursant      | Antena 3 |
| 2017 | El gran reto musical | Concursant      | TVE      |

## Premis Goya
| Any  | Categoria                | Pel·lícula              | Resultat |
| 2002 | Millor actriu secundària | El otro lado de la cama | Nominada |
| 1999 | Millor actriu revelació  | Nada en la nevera       | Nominada |